# Karl Friedrich Zörgiebel
Karl Friedrich Zörgiebel, född 30 september 1878 i Mainz, död 14 mars 1961 i Mainz var en tysk socialdemokratisk politiker. Zörgiebel var dessutom polischef i Köln, Berlin och Dortmund. 

## Biografi

### Bakgrund
Karl Zörgiebel var son till en fabriksarbetare. Han genomgick folkskolan i sin hemstad Mainz och gick efter sin skolgång i lära som tunnbindare. Från juli 1897 till april 1900 avtjänade han sin värnplikt i flottan, bland annat på fartyget SMS Kaiserin Augusta. Därefter återgick han i tjänst som tunnbindare. 

### Tidigt politisk arbete
Karl Friedrich Zörgiebel blev år 1900 fackföreningsmedlem och året därefter medlem i Sozialdemokratische Partei Deutschlands (SPD). 1905 blev han förman för SPDs valkretskommission för regionen Mainz-Oppenheim och 1907 ansvarig för det socialdemokratiska bokförlaget i Mainz. 
Han flyttade år 1908 till Köln där han blev Gauleiter i partiets bokförlag. Partiengagemanget gick vidare och år 1910 blev han distriktspartisekreterare för SPD i övre Rhenprovinsen, först i Koblenz och efter 1912 i Köln. Under första världskriget tjänstgjorde han i den tyska marinen från 1914 till 1917. 

### Mellankrigstiden
Under novemberrevolutionen under krigets slutskede och tiden därefter var han medlem i arbetarrådet i Köln, och vice förman i arbetarrådet i övre Rhenprovinsen. Till och med 1919 var han också medlem i Zentralrat der Deutschen Sozialistischen Republik. Därefter tillhörde han till och med 1921 Preußische Landesversammlung där han arbetade som fraktionsledare. I juni 1920 blev han invald i den tyska riksdagen, i vilken församling han satt till maj 1924.

### Polischef
Karl Friedrich Zörgiebel var polischef i såväl Köln som Berlin och Dortmund. I Köln i september 1922 blev han först vald till poliskommissarie och sedan till de facto polischef i Köln. I Köln stannade han till september 1926 varefter han blev polischef i Berlin. I Berlin arbetade han mycket för ett mer modernt trafiksystem. Under hans tid infördes bland annat trafikljus. 
Dock kom hans tid som polischef i Berlin att framförallt präglas av att de mer utpräglade traditionella första majdemonstrationerna som under denna tid kom att utvecklas till mer regelrätta sammanstötningar mellan medlemmar av Nationalsozialistische Deutsche Arbeiterpartei (NSDAP) och Kommunistische Partei Deutschlands (KPD). Man fruktade från polismyndigheten att situationen skulle komma att bli ohållbar 1929, och den tjugoförsta mars 1929 infördes därför ett demonstrationsförbud för hela fristaten Preussen. Polisen under Zörgiebels ledning gjorde allt i makt att iståndsätta detta förbud. 
Under första maj 1929 då tiotusentals demonstranter demonstrerade på initiativ av KPD uppstod oroligheter som i efterhand kom att kallas för blutmai, blodiga maj. Efter order från Zörgiebel och det preussiske inrikesministern Albert Grzesinski gick polisen rigoröst fram mot demonstrationerna, och under loppet av ett fåtal dagar miste 32 demonstranter och civila livet för polisernas angrepp. Dagarna efter, den tredje maj 1929 förbjöds KPDs militanta, uniformerade kamporganisation Roter Frontkämpferbund. Förbudet utvidgades inte långt därefter till hela det tyska riket. Mellan den tredje och sjätte maj 1929 initierade Zörgiebel också till ett trafik- och belysningsförbud i två av Berlins stadsdelar, Wedding och Neukölln. Dessa åtgärder ansågs oproportionella och kritiserades från såväl politiskt som polisiärt håll.  
Från kommunistiskt håll betecknades Zörgiebel som arbetarmördare. Inte långt efter oroligheterna i Berlin pensionerades Zörgiebel i november 1930.
Efter att Dortmunds polischef Josef Lübbring dött under hösten 1931 inkallades Zörgiebel till att ersätta honom. Han tillträdde posten 6 december. Han var bland de ganska få socialdemokratiska ämbetsmän som inte avsattes efter den så kallade Preußenschlag. Detta torde i hög grad hänvisas till Zörgiebels goda kontakter med flera konservativa politiker. Även under denna period hamnade han i den politiska skottlinjen. Nationalsocialisterna anklagade honom för den så kallade Schwanenwall-affären; Dortmunds polis hade gjort husrannsakan hos NSDAPs partikontor. Kommunisterna kritiserade honom för stidigheterna i stadsdelen Nordmarkt i vilken två personer skjutits.

### Under nationalsocialismen
Omedelbart efter den nationalsocialistiska Maktövertagandet år 1933 avskedades Zörgiebel. Han flyttade till Köln där han i september 1933 arresterades och skickades till koncentrationslägret Brauweiler där han blev fast i fyra månader. Därefter tvangs han till att lämna staden. Han flyttade då till Mainz och var under ständig övervakning av Geheime Staatspolizei, och 1937 fick han sitt pass indraget.

### Efterkrigstiden
Efter andra världskriget deltog han i återuppbyggnaden av polisen, och 1945 blev av åter förman för SPD i Mainz. Mellan 1947 och 1949 var han Landespolizeipräsident i Rheinland-Pfalz. Den 16 juli 1949 gick han slutligen i pension.